# Kossuth Lajos Általános Iskola (Budapest)
A 17. kerületi Kossuth Lajos Általános Iskola Budapest XVII. kerületében, Rákoskerten található, a város keleti határától néhány száz méterre. Címe 1171 Budapest, Erzsébet körút 56.

## Az iskola története
1930-ban Schell Gyuláné házhelyeladást hirdetett ki birtokán, a Keletitől 16 km-re fekvő Rákoskerten.
1936-ban a boltok, a posta és az épülő vasútállomás mellett 40-45 lakóház is állott, így szükség volt egy iskolára is.
Ez év nyarán Bóta Lőrinc frissen végzett szarvaskői tanító a Kucorgó csárda (a mai Kucorgó-térnél) udvarházának egyik szobájában létrehozott egy magániskolát, itt kezdte tanítani a rákoskerti gyerekeket. A tanintézmény első közössége 14 gyerekből állt. A sikeresen működő magániskolát 1937 áprilisában hivatalosan is engedélyezték. Rákoskert házainak száma egyre növekedett, s az 1939/40-es tanévre már 86 tanuló iratkozott be. Szükség volt egy nagyobb helységre. Átmeneti megoldásként átalakították Tarpataki Mihály családi házát (ekkor már 110 tanuló volt), később két évre kibéreltek egy kiadó házat a Perec utcában.
A háború ellenére 1941-ben elkezdődött Rákoskert legmagasabb pontján, az Erzsébet körút és a Margit körút–Nyomdász utca sarkán az új épület építése. 1942 szeptemberében megnyílt az új iskola és egy kis kápolna, az iskolában 50-56 fős osztályokat hoztak létre. A megbízott igazgató Várnagy Miklós volt. 1943-ban elkészült a Perec utcai szárny. 1944 őszére ideért a front, a tanítás szünetelt. Az iskola és a környező házak szovjet tábori kórházzá alakultak. 1945 februárjában egy fiatal tanító, Diószeghy Géza vezetésével rendbehozták az iskolát. 1946/47-ben Tátray Ferenc lett az igazgató. Az intézmény egyre többoldalúvá vált, működtek már különböző szakkörök, sportkör, bélyegkör, a helyi Vöröskereszt és megalakult a Kossuth Lajos Úttörőcsapat Galambfalvy Katalin vezérletével. Ekkor már 210 tanulója volt az iskolának.
1950-ben az öt "Rákost" XVII. Kerület néven Budapesthez csatolták.
1951 novemberében Tátray Ferencet Czike Károlyné váltotta fel, ezzel ő lett a kerület első női igazgatója. Az ő vezetése alatt indult el a kisházban a napközi.
1953. február 1-jén ismét igazgatóváltás volt, Szabó Lajos kapott kinevezést, majd 15 évig állt az intézmény élén. 1957-ben az iskolát újítgatták, a Rózsaszál utca és a Tiszaörs utca sarkán gyakorlókertet alakítottak ki. A tanulók létszáma 300 felett volt a tantestület létszáma is ennek alapján nőtt.
1967/68-as évben Greguss József lett az új igazgató, 1973-ig, nyugdíjba vonulásáig vezette az iskolát, fejlesztette és a közéleti szerepléseket is vállalta, ezzel segítve Rákoskert fejlődését.
1968-ban már 400 tanuló járt az iskolába ezért újabb 4 tantermet építettek.
A tanulólétszám növekedése miatt 1972. január 8-án átadott tantermek is kevésnek bizonyultak.
1973-tól Kiss Antal lett az új igazgató, aki a hagyományok mellett rengeteg pedagógiai újítást vezetett be. Az ország első öt iskolája közt a rákoskerti szervezte meg a modern klubnapközis foglalkozást, bevezette második idegen nyelvként az angolt és közben megépült a pinceklub. Az itt folyó pedagógiai munkának országos híre volt, melyet az idelátogató pedagógusok nagy száma is bizonyított.
Közben szinte minden évben történt valami átalakítás. Mivel lassan 800 főhöz közelített a tanulók létszáma az iskola nem tudott új diákokat befogadni. 1982-ben megnyílt a Zrínyi utcai iskola és minden évfolyamból egyet-egyet átvittek oda.
Kiss Antal a Zrínyi úti iskola igazgatója lett, míg az Erzsébet körúton Bakos Lajosné 10 éven keresztül vezette az iskolát. Az ő igazgatósága idején épült fel a tornaterem.
1992/93-ig Véghely Tamásné volt az iskolaigazgató, az ő vezetésével bővült az iskola 2002/03-ban. A 2003/04-es tanévben Áldási Edit lett az igazgató. A 2005/06-os tanévtől kezdve minden évben 3 első osztályt indítanak el.

## Az iskola honlapja
- https://web.archive.org/web/20160503144712/http://www.kossuthiskolarakoskert.hu/